# Haverford (Pennsylvanie)

Haverford est une communauté non incorporée située dans le comté de Delaware en Pennsylvanie, à environ 16 km à l'ouest de Philadelphie.
Le tournoi de tennis de Pennsylvanie s'y est déroulé de 1962 à 1972.